# Microterys anyangensis
Microterys anyangensis är en stekelart som beskrevs av Xu 2002. Microterys anyangensis ingår i släktet Microterys och familjen sköldlussteklar. Inga underarter finns listade i Catalogue of Life.